# Сам Нийл
Найджъл ДжонДърмът Нийл (на английски: Nigel John Dermot Neill), професионално известен като Сам Нийл е новозеландски актьор от североирландски произход. 

## Биография
Роден e на 14 септември 1947 г. в североирландския град Оума. Играе главните роли във филмите „Джурасик парк“, „Мерлин“ и други.
Изпълнява ролята на кардинал Томас Уолси в сериала „Династията на Тюдорите“.

## Избрана филмография
| година | филм                        | оригинално заглавие          | роля                         | режисьор        |
| ------ | --------------------------- | ---------------------------- | ---------------------------- | --------------- |
| 1981   | Обладаване                  | Possession                   | Марк                         | Анджей Жулавски |
| 1981   | Поличбата 3                 | Omen III: The Final Conflict | Деймиън Торн                 | Греъм Бейкър    |
| 1987   | Живите светлини             | The Living Daylights         |                              | Джон Глен       |
| 1990   | На лов за Червения октомври | The Hunt for Red October     | Василий Бородин              | Джон Мактирнън  |
| 1993   | Джурасик парк               | Jurassic Park                | д-р Алън Грант               | Стивън Спилбърг |
| 1993   | Пианото                     | The Piano                    | Алистър Стюарт               | Джейн Кемпиън   |
| 1997   | Смъртоносен хоризонт        | Event Horizon                |                              |                 |
| 1998   | Повелителят на конете       | The Horse Whisperer          |                              |                 |
| 1999   | Двестагодишен човек         | Bicentennial Man             | Ричард Мартин (Сър)          | Крис Кълъмбъс   |
| 2001   | Джурасик парк III           | Jurassic Park III            | д-р Алън Грант               | Джо Джонстън    |
| 2005   | Галиполи                    | Gallipoli                    |                              | глас            |
| 2012   | Сватбен обет                | The Vow                      |                              |                 |
| 2015   | Десет малки негърчета       | And Then There Were None     | Генерал Джон Гордън Макартър | Крейг Вивейрос  |
| 2015   | Дъщерята                    | The Daughter                 |                              |                 |

2022       Джурасик свят: Господство    Jurassic World:Dominion           Алън Грант              Колин Тревъроу

### Като режисьор
- Telephone Etiquette (1974)
- Four Shorts on Architecture – документален (1975)
- Flare: A Ski Trip – документален (1977)
- Architect Athfield – документален (1977)
- New Country: New People - документален (1978)
- Surf Sail – документален (1978)
- On the Road with Red Mole – документален (1979)
- Cinema of Unease – документален (1995)
- The Brush-Off – телевизионен филм (2004)